# 시카고 영화 비평가 협회
시카고 영화 비평가 협회(-映畫批評家協會, 영어: Chicago Film Critics Association)는 미국 일리노이주 시카고의 영화 평론가 조직이다. 이 협회를 통해 시카고 영화 비평가 협회상(Chicago Film Critics Association Awards)을 수여한다.